# 재산을 소유할 권리
재산을 소유할 권리(right to own property, 소유권 문서 참고)는 자연인의 소유물에 대한 인권으로 분류된다. 사유재산권에 대한 일반적인 인정은 드물며, 법인(즉, 법인)이 재산을 소유하고 소비가 아닌 생산에 사용되는 경우 일반적으로 크게 제한된다. 미국 수정헌법 제4조는 개인 재산권의 법적 보호에 대한 중요한 선례로 인정받고 있다.
재산을 소유할 권리는 1948년 세계 인권 선언 제17조에 명시되어 있지만, 1966년 시민적 및 정치적 권리에 관한 국제규약이나 1966년 경제적, 사회적 및 문화적 권리에 관한 국제규약에서는 인정되지 않는다. 1950년 유럽 인권 조약은 자연인이나 법인이 "공공의 이익 또는 세금 납부 보장"을 조건으로 "자신의 소유물을 평화롭게 향유할" 권리를 인정한다.

## 같이 보기
- 미국 수정 헌법 제5조
- 물권법
- 부동산 개발업자
- 부동산 거품
- 주거권